# الجالية المغربية في ألمانيا

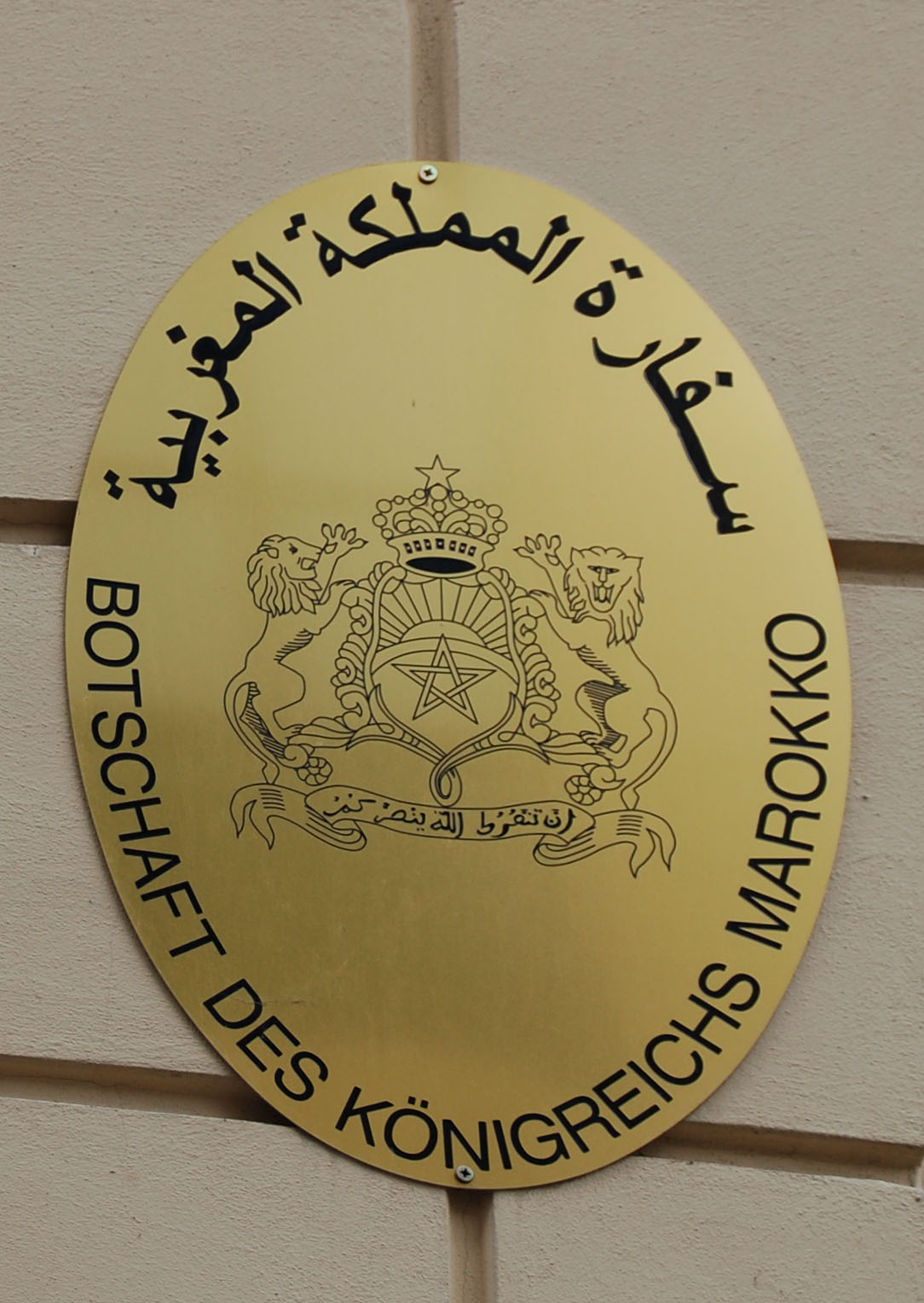
شعار سفارة المملكة المغربية ببرلين

الجالية المغربية في ألمانيا هي مجتمع مهم من الأشخاص الذين تعود أصلهم إلى المغرب يعيشون في ألمانيا. يصعب تحديد حجم الجالية بدقة بسبب إمكانية التجنيس و الحفاظ على الجنسيتين معا، ولكن يقدر بأن هناك حوالي 200،000 إلى 300،000 نسمة يعيشون في ألمانيا.

كثير من المغاربة في ألمانيا هم أطفال أو أحفاد عمال الضيافة الذين جائوا إلى ألمانيا في الثمانينات والتسعينات لملء فجوات العمل. وقد جائوا تحت اتفاق ثنائي بين ألمانيا والمغرب. وكان معظم هؤلاء عمال الضيافة يأتيون من المناطق الريفية في المغرب ويعملون غالباً في وظائف العمل اليدوي.
في السنوات الأخيرة، جاءت موجة جديدة من المغاربة إلى ألمانيا كطلاب أو كيد عاملة متخصصة، بسبب الإنفتاح السياسي والتعليمي في المملكة المغربية.
تساهم الجالية المغربية في ألمانيا بنشاط في العديد من القطاعات والمجالات، بما في ذلك الثقافة والاقتصاد والرياضة والفنون والسياسة. كما لها المنظمات الخاصة التي تدعم الجالية المغربية وتساعدها في الاندية الثقافية و الرياضية.

## التنظيم
يتم تنظيم الجالية المغربية في ألمانيا بشكل أساسي من خلال العديد من النوادي والمنظمات التي تركز على جوانب مختلفة مثل الثقافة والتعليم والشؤون الاجتماعية والاقتصاد. بعض هذه الجمعيات والمنظمات لها علاقات وثيقة مع الحكومة المغربية وتعمل بشكل وثيق مع السفاراة والقنصليات المغربية في ألمانيا لتمثيل مصالح الجالية المغربية في ألمانيا.
بعض الجمعيات والمنظمات المعروفة للجالية المغربية في ألمانيا هي:
- جمعية الأندية المغربية بألمانيا e.V. (VMD)
- المنظمة الجامعة للجمعيات المغربية في أوروبا e.V. (DAVME)
- جمعية الطلبة المغاربة في ألمانيا e.V. (VMSD)
- جمعية رواد الأعمال المغاربة في ألمانيا e.V. (VMUD)

تنظم هذه النوادي والمنظمات بانتظام أحداثًا للترويج للثقافة والتقاليد المغربية في ألمانيا ولتوحيد المجتمع. كما يقدمون الدعم الاجتماعي والاقتصادي لأفراد الجالية المغربي في ألمانيا ويعملون بشكل وثيق مع المجموعات العرقية والدينية الأخرى في ألمانيا لتعزيز الاندماج والانفتاح.

## الجوانب الخاصة بالجالية
بعض الجوانب الخاصة بالشتات المغربي في ألمانيا هي:
1. تاريخ الهجرة: معظم المغاربة المغاربة في ألمانيا هم أبناء أو أحفاد العمال الوافدين الذين قدموا إلى ألمانيا في الستينيات والسبعينيات من القرن الماضي لتوظيف عمال. جاء هؤلاء المهاجرون بشكل رئيسي من المناطق الريفية في المغرب وكانوا يعملون بشكل أساسي في الأعمال اليدوية.

1. تحديات الاندماج: على الرغم من أن المغاربة المغاربة في ألمانيا يقدمون مساهمة مهمة في المجتمع والاقتصاد ، إلا أن العديد من أفراد المجتمع يواجهون صعوبات في الاندماج في المجتمع الألماني. غالبًا ما يكون لديهم مستويات تعليم ودخل أقل مقارنة بعامة السكان ، ومعدلات بطالة أعلى.

1. التمييز والعنصرية: عانى بعض المغاربة المغاربة في ألمانيا من التمييز والعنصرية ، لا سيما في أوقات أزمة اللاجئين وظهور الحركات الشعبوية اليمينية في ألمانيا.

1. التنوع الثقافي: إن الجالية المغربية في ألمانيا هو مجتمع متنوع له تراث ثقافي غني. إنهم ينظمون بانتظام أحداثًا لتعزيز الثقافة والتقاليد المغربية وتقريب المجتمع معًا.

1. ثنائية اللغة: كثير من المغاربة المغاربة في ألمانيا يتحدثون لغتين أو أكثر ويمكنهم التحدث باللغتين العربية، الأمازيغية والألمانية. هذا يسهل عليهم التواصل والاندماج في المجتمع الألماني.

تتواجد الجالية المغربية في ألمانيا في مختلف المجالات المهنية، بما في ذلك الحرفية،الخدمات، الضيافة والرعاية الصحية. هناك أيضا عدد متزايد من المهندسين، رجال الأعمال والمهنيين المغاربة في مجالات مثل تكنولوجيا المعلومات والتمويل.

## التمركز الجيوغرافي
يعيش معظم المهاجرين المغاربة في ولاية هيسن وشمال الراين وستفاليا ، ويرجع ذلك أساسًا إلى حقيقة أن الهجرة في الستينيات والسبعينيات كانت مركزة في بعض الصناعات ، مثل التعدين.
في غضون ذلك ، تغير الهيكل الاجتماعي للجالية المغربية في ألمانيا. على نحو متزايد منذ التسعينيات ، هاجر المهاجرون من مناطق وخلفيات تعليمية أخرى إلى ألمانيا. وقد تعزز هذا الاتجاه في المقام الأول من خلال هجرة الطلاب ، بحيث أصبح الطلاب المغاربة في الجامعات الألمانية يشكلون الآن أكبر مجموعة بين الطلاب الأفارقة.

## أنظر أيضا
- العلاقات الألمانية المغربية